# Ромія
Ро́мія — невеликий піщаний острів в Червоному морі в архіпелазі Дахлак, належить Еритреї, адміністративно відноситься до району Дахлак регіону Семіен-Кей-Бахрі.

## Географія
Розташований на захід від острова Харміль. Має овальну форму довжиною 800 м та шириною 450 м. На відміну від інших островів архіпелагу, Ромія звільнена від коралових рифів.